# Basilica dei Fieschi
La basilica di San Salvatore dei Fieschi - conosciuta anche semplicemente come basilica dei Fieschi - è un luogo di culto cattolico situato nella frazione di San Salvatore, in piazza Innocenzo IV, nel comune di Cogorno nella città metropolitana di Genova. La chiesa è sede della parrocchia omonima del vicariato di Chiavari-Lavagna della diocesi di Chiavari. Ha la dignità di basilica minore.
Prende il nome dal borgo in cui è ubicata, appunto San Salvatore dei Fieschi, e la sua edificazione intende ricordare l'antica presenza nobiliare di quella famiglia, originaria di Lavagna, nelle terre della val Fontanabuona e delle valli circostanti.
Oggi il borgo è una rinomata frazione del comune cogornese, sede tra l'altro dell'amministrazione comunale, 

## Storia

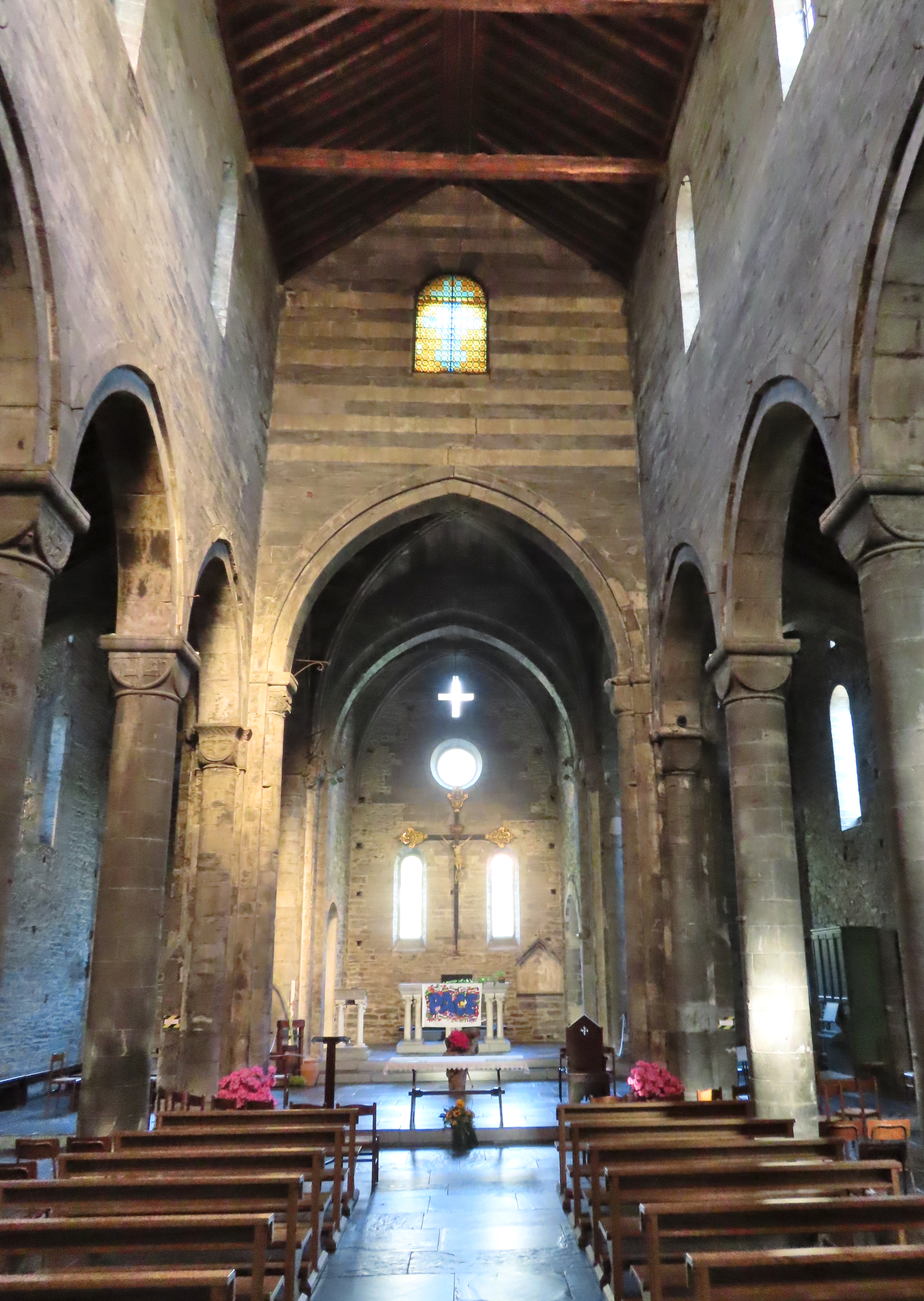
Interno della basilica, la navata centrale.

La basilica fu costruita nel 1244 ad opera del pontefice Innocenzo IV, al secolo Sinibaldo Fieschi, della nobile famiglia Fieschi, che per lungo tempo dominò l'intera vallata della Fontanabuona e buona parte della val d'Aveto.
La decisione sulla fondazione di un nuovo luogo di culto fu presa, secondo le fonti storiche locali, mentre il papa si trovava a Genova diretto al Concilio di Lione tenutosi nella città francese nel corso del 1245. Proprio mentre il pontefice si trovava a presiedere tale concilio, il borgo fiescano e l'intera contea furono duramente attaccati dall'imperatore Federico II di Svevia che distrusse buona parte del territorio. Il papa scomunicherà, poco dopo, direttamente dal concilio lionese, l'imperatore.
I lavori di riedificazione ripresero solo nel 1252, anno in cui fu nuovamente progettata l'intera area-piazza, erigendo nelle vicinanze della basilica un nuovo palazzo comitale - denominato in seguito palazzo dei Fieschi - con annesso oratorio. L'opera di edificazione durò per alcuni anni, tanto che l'edificio fu aperto e consacrato al culto religioso dal pontefice Adriano V, Ottobuono Fieschi, nipote dello zio-papa Sinibaldo Fieschi e salito al soglio pontificio nel 1276. Subì nel XIX secolo restauri, progettati da Maurizio Dufour e più recenti negli anni novanta.

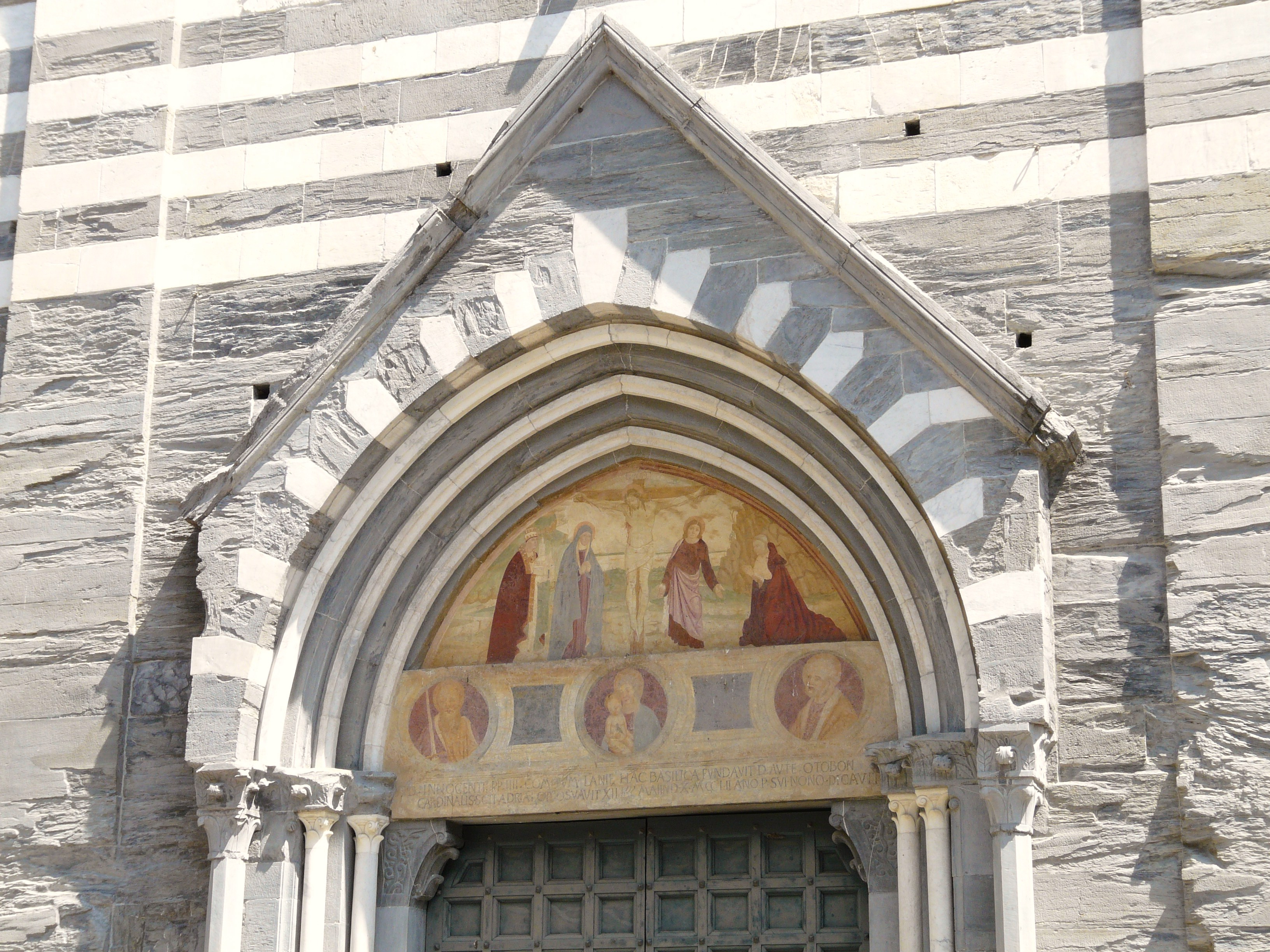
Particolare del portale.

Il polo religioso fu molto importante per lo sviluppo del territorio, anche perché il tempio fu meta-tappa dei pellegrini diretti a Roma in cammino sulla celebre via Francigena. L'importanza e la bellezza della basilica - assieme al borgo adiacente - venne inserita nel 1860 come monumento nazionale e considerata ancora oggi uno degli edifici di culto romanici tra i più pregiati e meglio conservati in Liguria.
Il 27 aprile del 2005, in occasione del 750º anniversario della morte di papa Innocenzo IV, è stato inaugurato nelle sale dell'antico palazzo comitale il "Centro Culturale Museo dei Fieschi" pienamente dedicato alla storia della nobile famiglia fliscana.

## Feste religiose e altri eventi
Le feste solenni sono: san Salvatore (1º gennaio); la Madonna Addolorata (2ª domenica di maggio); san Bernardo (20 agosto); e tre ricorrenze che hanno in comune la devozione alla Santa Croce: l'Invenzione della Croce (3 maggio); il triduo "della Riconoscenza" (nei primi tre giorni di maggio, per ricordare la protezione da una epidemia di colera nel 1835); la Esaltazione della Croce (14 settembre).
Il 14 dicembre 1880 il papa Leone XIII concesse l'indulgenza plenaria (applicabile anche ai defunti) ai fedeli che, confessati e comunicati, avessero visitato la basilica nella settimana dal 14 al 21 settembre.

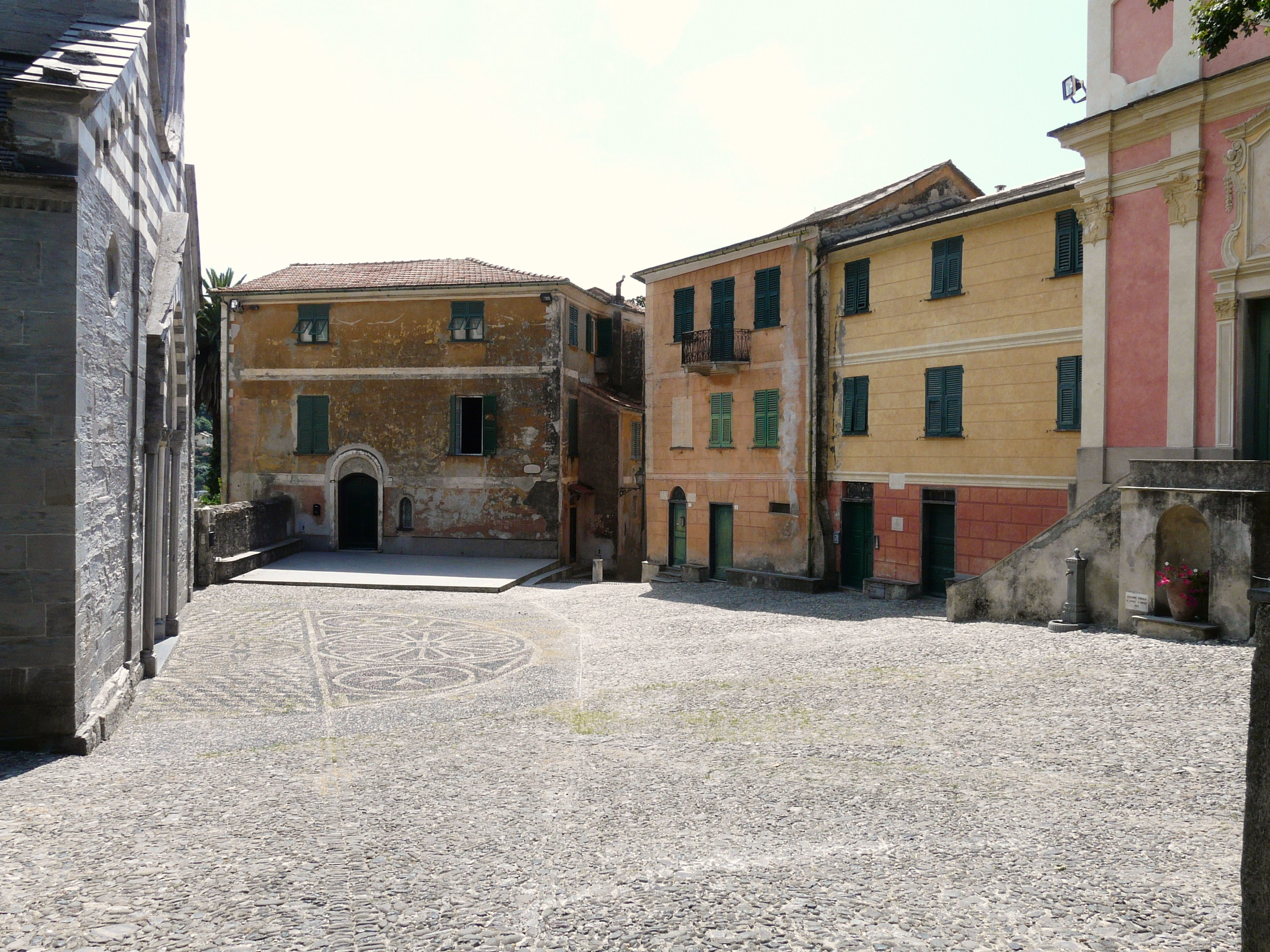
Sagrato della basilica con risseu

Nel periodo estivo, il sagrato della basilica - caratterizzato dal risseu, una composizione di minuti sassolini bianchi, neri e in questo caso anche rossi, che creano un disegno richiamante il prospetto della chiesa - diviene palcoscenico della ricorrenza dell'Addio do fantin (addio al celibato), festa tradizionale ambientata nel periodo medievale.

## Descrizione

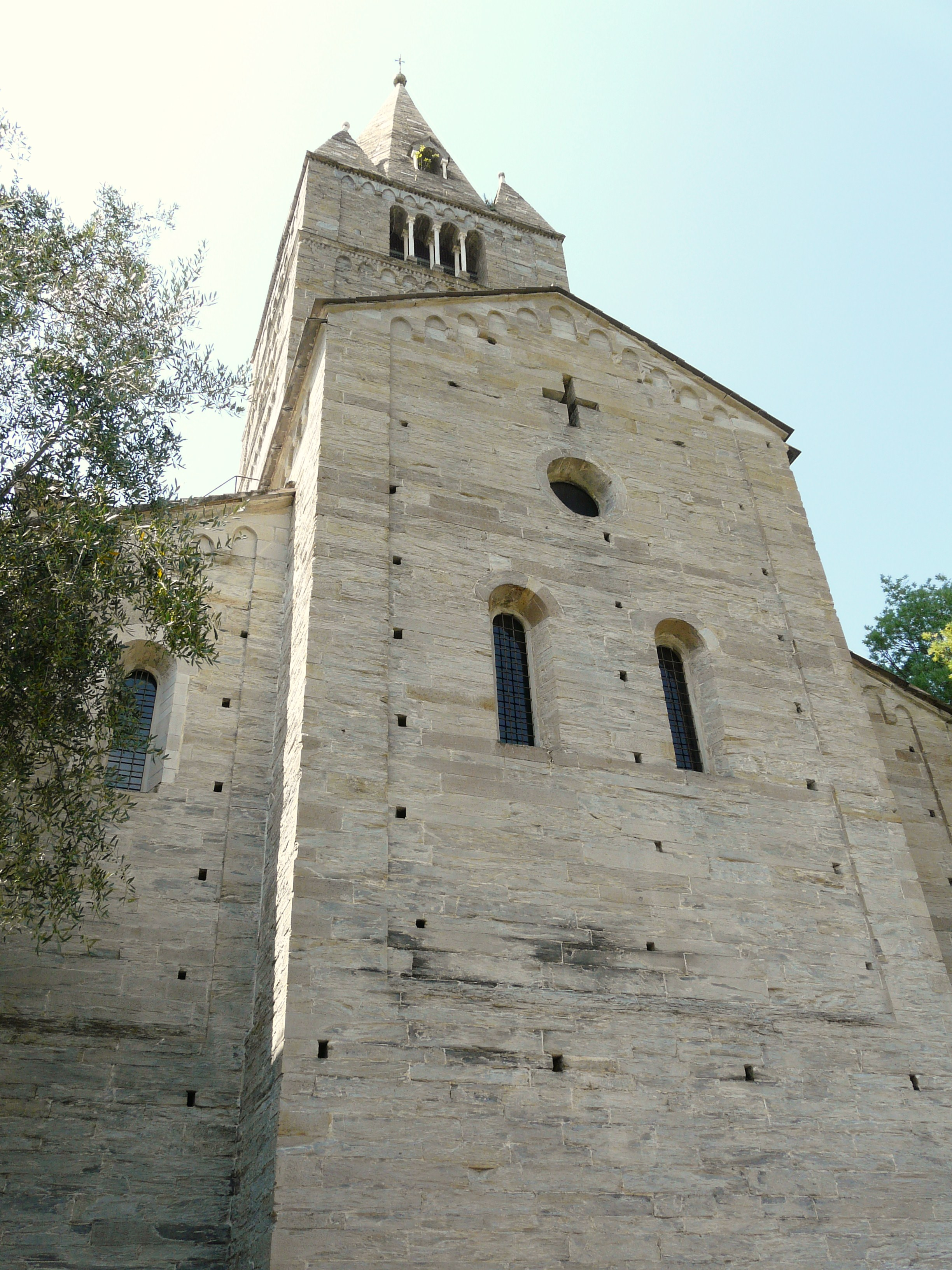
L'abside, all'esterno

### Esterno
presenta una facciata a salienti rivestita da un paramento di ardesia  sormontato da fasce alternate di marmo bianco e ardesia, nello stile tipico degli edifici liguri, sia pubblici che di culto. 

Paraste ed archetti pensili arricchiscono l'impianto della facciata; al suo centro si apre un grande rosone sormontato da archetti in marmo in stile gotico-romanico. 
L'architrave del portale gotico reca un'iscrizione relativa alla fondazione del tempio. Nella lunetta è un affresco del XV secolo dedicato alla Crocefissione.
la cuspide centrale è accompagnata ai quattro lati da altrettante guglie.
Nel campanile è presente un concerto di sei campane in scala diatonica di Re bemolle 3, fuse dalla fonderia di Picasso di Recco nel 1905, invece la sesta fu rifusa ad Avegno nel 1977 dalla fonderia Enrico Picasso & Figli.

### Interno

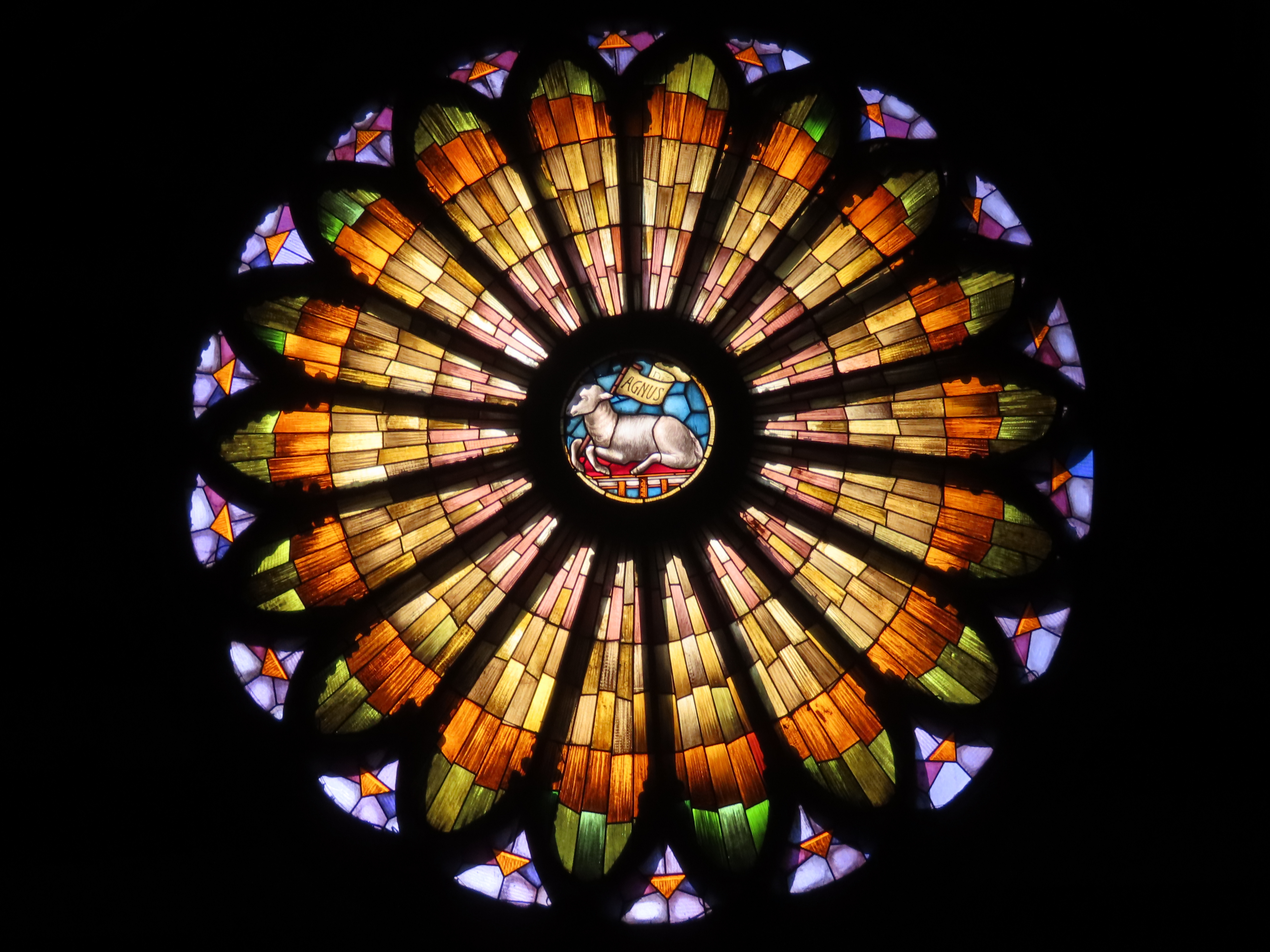
Rosone

L'interno dell'edificio presenta un impianto architettonico a tre navate, separate da filari di colonne in pietra con capitelli particolarmente decorati.
Tra le opere e reliquie conservate nella basilica, di pregio sono i frammenti della Vera Croce di Gesù, chiusi in una teca di cristallo ben visibili, donati al tempio da papa Adriano V.
Nella navata di destra, a pavimento, è l'organo a canne, costruito da Dell'Orto & Lanzini nel 1993 ed installato nella basilica nel 2000 in occasione del trasferimento dello strumento precedente (realizzato da Lorenzo Paoli nel 1882 e già collocato sulla cantoria in controfacciata) nell'ex oratorio di San Salvatore; a trasmissione integralmente meccanica, dispone di 5 registri su due manuali, con pedaliera priva di registri propri.

## Riconoscimenti
- Il 16 febbraio 2023, con 22.890 voti, la basilica si è classificata al sesto posto dell'undicesimo censimento I Luoghi del Cuore effettuato dal FAI.[6]